# Magdalena Helmig
Magdalena Helmig (* 1982 in München) ist eine deutsche Schauspielerin und Synchronsprecherin.

## Leben
Magdalena Helmig wurde 1982 in München geboren, wuchs in Regensburg auf und studierte nach dem Abitur zunächst deutsche Literatur in Berlin, unterbrochen durch diverse Hospitanzen am Deutschen Theater. Von 2005 bis 2009 besuchte sie die Westfälische Schauspielschule in Bochum. Nach dem Studium folgten erste freischaffende Arbeiten, am Schauspielhaus Bochum, Staatstheater Karlsruhe oder bei den Burgfestspielen Bad Vilbel und am Prinzregenttheater in Bochum.
Neben der Schauspielerei ist sie auch im Synchronbereich tätig. Sie wohnt in Berlin.

## Filmographie (Auswahl)
- 2011: In den besten Jahren
- 2011: Dreileben – Komm mir nicht nach
- 2012: Wilsberg: Halbstark
- 2019: Wendezeit
- 2019: Der vierte Mann
- 2019: Fast perfekt verliebt

## Synchronisation
- 2019–2024: Good Trouble
- 2020–2024: Danger Force
- 2020–2022: Liebe und Anarchie
- 2021: Hawkeye
- 2021: Midnight Mass
- 2023: Navy CIS
- 2023: Navy CIS: L.A.
- 2024: Star Wars: Skeleton Crew
- 2025: The Residence